# Carmelitas Misioneras Teresianas
Las Hermanas Carmelitas Misioneras Teresianas (en latín: Congregatio Sororum Carmelitarum Missionariarum Teresianarum) son una Congregación de derecho pontificio, fundada por el carmelita descalzo español Francisco Palau y Quer en Ciudadela, en 1861. Las religiosas de este instituto son conocidas como Carmelitas Misioneras Teresianas y posponen a sus nombres las siglas: C.M.T..
.

## Historia

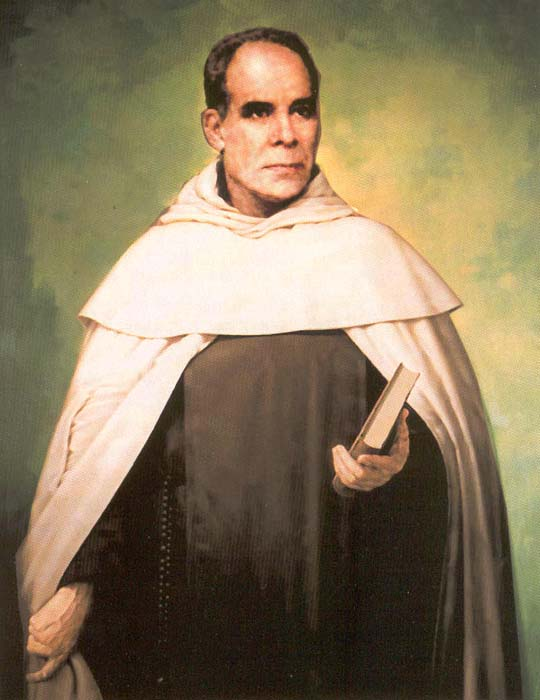
Francisco Palau y Quer (1811-1872), fundador de la congregación.

En 1860, el religioso carmelita descalzo Francisco Palau y Quer fundó en Ciudadela, Isla de Menorca (España), un instituto religioso femenino, con el nombre de Hermanas Carmelitas Misioneras Teresiana, con el fin de atender a la educación de la juventud y asistir a los enfermos de la isla. A la muerte del fundador (1872) la congregación se dividió en dos, la rama de la Isla de Menorca, de la que se trata en este artículo y la rama de Barcelona, la cual se independizó en 1878 a la cabeza de la religiosa Juana Gratias, con el nombre de Carmelitas Misioneras.
Las Carmelitas Misioneras Teresianas trasladaron la casa madre de Ciudadela a Tarragona y se convirtieron en congregación de derecho diocesano con la aprobación del arzobispo Benito Vilamitjana y Vila, el 21 de enero de 1880. De ahí se extendieron por España, Argentina y Uruguay. A mediados del siglo XX se abrieron las primeras misiones en Mali y Congo.
La congregación recibió la aprobación pontificia de parte del papa León XIII, el 17 de febrero de 1902, y la confirmación definitiva de parte de Pío X el 7 de junio de 1906. Fue agregada a la familia de la Orden Carmelita Descalza el 28 de marzo de 1911 y confirmada el 10 de septiembre de 1930.

## Actividades y presencias
Las Carmelitas Misioneras Teresianas se dedican a la educación cristiana de la juventud, a la asistencia sanitaria de ancianos y enfermos. Además poseen algunas casas de misión en África.
En 2015, la congregación contaba con unas 627 religiosas y unas 93 comunidades, presentes en Argentina, Brasil, Canadá, Camerún, Chile, Ecuador, España, Filipinas, Francia, Italia, Kenia, Madagascar, Mali, México, Paraguay, Polonia, Portugal, República Democrática del Congo, Ruanda, Senegal, Tanzania, Uruguay y Venezuela. La casa general se encuentra en Roma y su actual superiora general es la religiosa Luisa Ortega Sánchez.

## Personajes
- Francisco Palau y Quer (1811-1872), beato, religioso carmelita descalzo y fundador de la congregación. Fue beatificado por el papa Juan Pablo II el 24 de abril de 1988.[5]
- Teresa Mira (1895-1941), venerable, religiosa española que murió con fama de santidad. Fue declarada venerable por el papa Juan Pablo II el 17 de diciembre de 1996.[6]
- Martha Pelloni (1941-), religiosa de la congregación, profesora y rectora argentina, fundadora de la Red Infancia Robada, en 2008, y de la Fundación Santa Teresa. En 2013 recibió el Premio Príncipe de Viana a la Cultura y en 2005 fue nominada como postulante al Premio Nobel de la Paz, por su lucha en contra la explotación sexual infantil en su país natal.[7]